# Circo de Nero
Circo de Nero (em latim: Circus Neronis) ou Circo de Calígula foi um circo da Roma Antiga localizado onde hoje está a cidade do Vaticano. A construção do circo começou durante o reinado de Calígula numa propriedade que era de sua mãe, Agripina, no chamado Agro Vaticano, o moderno rione do Borgo, e foi terminado pelo imperador Cláudio.

## Localização e dimensões

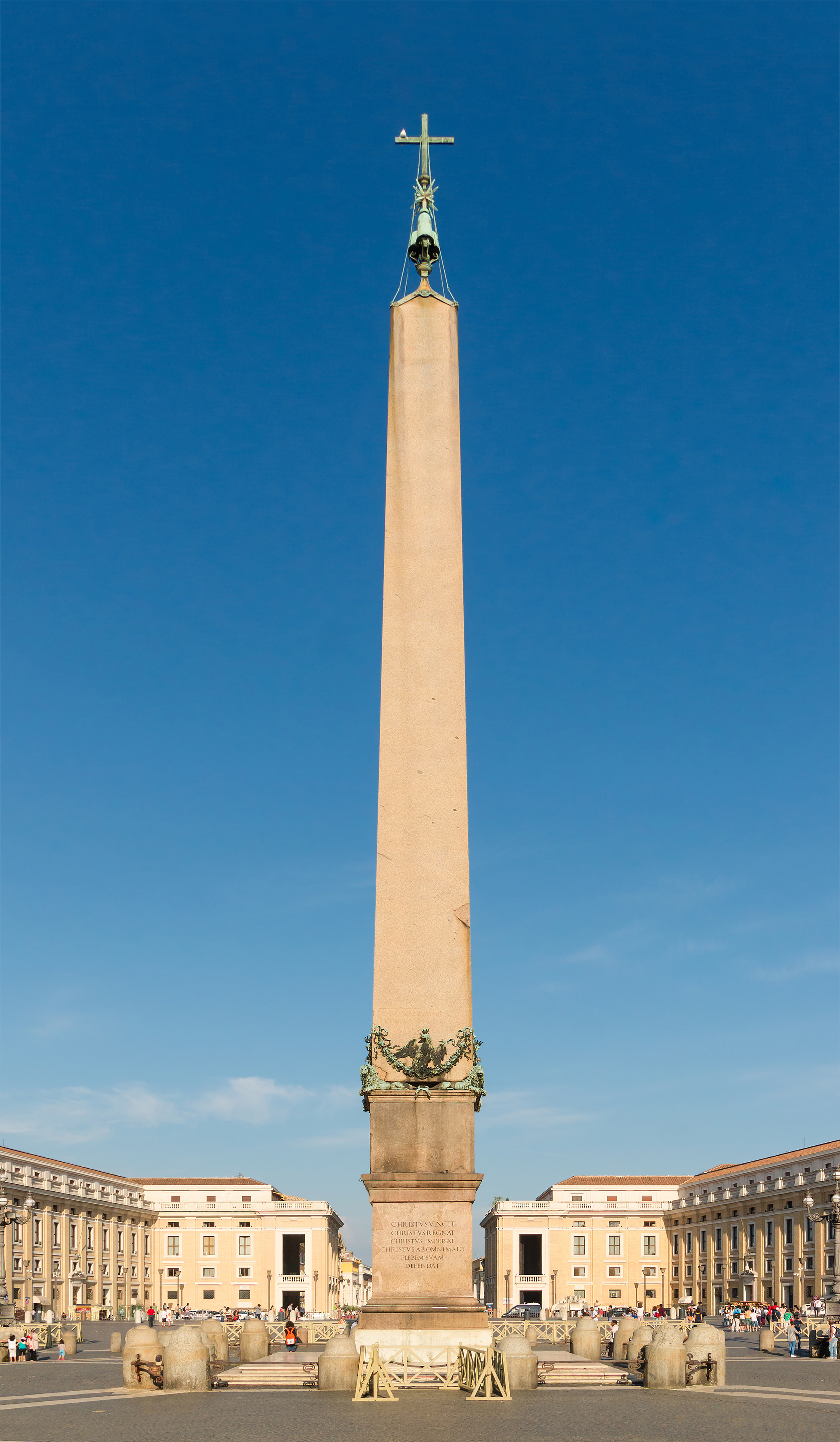
Obelisco Vaticano. Ele ficava bem no centro da espina do Circo de Nero e hoje está no centro da Praça de São Pedro

O Circo de Nero foi construído num eixo leste-oeste similar ao da moderna Basílica de São Pedro e da antiga Basílica de Constantino, com um obelisco marcando o centro da espina e com seu próprio eixo mais para o sul da basílica atual (para a esquerda se você estiver olhando de frente para a fachada da basílica na Praça de São Pedro). As interpretações mais antigas interpretavam as ruínas colocando a entrada do edifício na extremidade leste (em direção ao fundo da basílica) e consideravam que o circo era menor do que de fato se acredita hoje que ele era. Atualmente, os estudiosos inverteram o eixo em 170 graus e indicam a entrada voltada para o oeste, na direção do centro de Roma.

## Necrópole
A Via Cornélia corria ao lado da lateral norte do circo e seu curso é conhecido com precisão por causa dos túmulos pagãos que foram descobertos em períodos variados em suas margens. As memórias de Sante Bartoli relatam que quando o papa Alexandre VII estava construindo a ala leste da colunata de Bernini e a fonte leste, um túmulo foi descoberto com um baixo-relevo sobre a porta representando uma cena de um casamento (em italiano:  vi era un bellissimo bassorilievo di un matrimonio antico). Outros túmulos foram descobertos na sequência, incluindo um conjunto de túmulos alinhados exatamente com o túmulo de São Pedro em 9 de novembro de 1616:
| “ | Naquele dia, eu adentrei numa sala sepulcral quadrada cujo teto estava ornamentado com desenhos pintados no estuque. Havia um medalhão no centro com uma figura em alto relevo. A porta abria para a Via Cornélia, que estava no mesmo nível. Este túmulo está localizado sob o sétimo degrau na frente da porta central da igreja. Me disseram que o sarcófago que é agora utilizado como fonte no pátio da Guarda Suíça foi descoberto na época de Gregório XIII no mesmo local e que continha o corpo de um pagão. | ” |
|   | — Memórias de Sante Bartoli. |   |

## Local de martírio
O circo ficava no local do primeiro martírio organizado e patrocinado pelo estado romano em 65. A tradição defende que, dois anos depois, São Pedro e muitos outros cristãos foram mortos ali. As circunstâncias foram detalhadas por Tácito numa conhecida passagem em seus "Anais".
O local das crucificações no Circo de Nero pode ter sido ao longo da espina, como sugerido pelos antigos Atos de Pedro, que descrevem o local de seu martírio como sendo inter duas metas ("entre duas metas", que eram os dois marcos de virada nos circos romanos). Esta identificação é provavelmente genuína dado o trauma provocado pelo evento na comunidade cristã da época e posterior. O obelisco no centro da espina do circo, trazido para Roma por Calígula, permaneceu no local original, em frente à igreja de Santa Maria della Febbre, até ser removido para a Praça de São Pedro no século XVI pelo arquiteto Domenico Fontana. A igreja também foi demolida na obra.
A localização tradicional do túmulo de São Pedro fica nesta região, no cemitério já mencionado acima, no local onde hoje está o altar da Basílica de São Pedro.

## Basílica de Constantino
Uma basílica foi construída por Constantino sobre o local usando parte da estrutura ainda existentes do Circo de Nero. Ela foi posicionada de tal forma que a abside ficou centrada no túmulo de São Pedro (e hoje abaixo do altar da nova basílica). O circo propriamente dito já havia sido abandonado em meados do século II quando a área foi repartida e concedida a particulares para a construção de túmulos numa nova necrópole. Porém, é provável que a maior parte das ruínas tenha sobrevivido até 1450, quando elas foram finalmente destruídas durante a construção da nova Basílica de São Pedro.